# 布里傑山
布里傑山（英語：Mount Bridger），是南極洲的山峰，位於維多利亞地的博克格雷溫克海岸，處於科納爾峰東北面9公里的珍珠港冰川南岸，屬於勝利山脈的一部分，海拔高度2,295米，美國地質調查局根據測量和美國海軍拍攝的空中照片繪入地圖，現時由南極條約體系管理。